# Ivan Babikov
Ivan Babikov, geboren als Iwan Sergejewitsch Babikow (russisch Иван Сергеевич Бабиков, wiss. Transliteration Ivan Sergeevič Babikov) (* 4. Juli 1980 in Syktywkar, ASSR der Komi) ist ein ehemaliger kanadischer Skilangläufer russischer Herkunft, der bis 2007 für Russland startete.

## Werdegang
Babikow lebt, zunächst mit Hilfe eines Sponsors, seit 2003 in Kanada. Er gab sein Debüt im Weltcup im Dezember 2005 im kanadischen Vernon bei einem Verfolgungsrennen und beendete den Wettbewerb als 14. Nur fünf Tage später erreichte er in Canmore über 15 km in der freien Technik mit Rang 4 sein bis dahin bestes Weltcupresultat. Insgesamt gelang es ihm noch zwei weitere Male bei Weltcupwettbewerben ein Top-Ten-Resultat zu erzielen. An den Olympischen Winterspielen 2006 in Turin und den Nordischen Skiweltmeisterschaften 2007 in Sapporo nahm er für Russland teil, bevor er im Dezember 2007 die kanadische Staatsbürgerschaft erhielt. Bis 2008 hatte er entsprechend den FIS-Regeln noch für Russland zu starten.
Im Januar 2009 feierte er dann für Kanada bei den Tour de Ski 2008/09 seinen größten Erfolg im Weltcup, als er die abschließende Bergverfolgung mit der schnellsten Laufzeit gewinnen konnte. In der Gesamtwertung kam er jedoch nicht über Rang 36 hinaus. Bei den anschließenden Nordischen Skiweltmeisterschaften in Liberec war er Teil der kanadischen Staffel, die den fünften Platz belegen konnte. Im Februar 2010 erreichte er bei den Olympischen Winterspielen 2010 in Vancouver einen fünften Platz bei der 30 km Doppelverfolgung und einen achten Platz über 15 km Freistil.

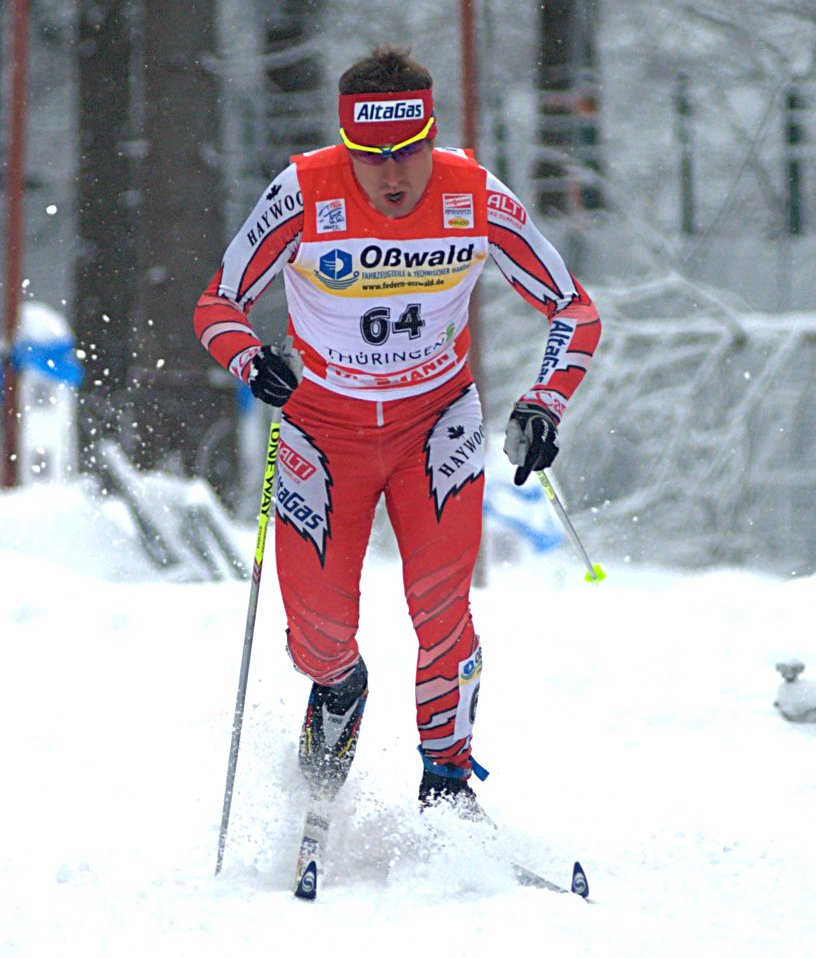
Babikov bei der Tour de Ski 2009/10

Bei den offenen US-Meisterschaften 2010 im März in Fort Kent gewann er da 50-km-Massenstartrennen. Nur vier Tage später gewann er im Rahmen der US Super Tour das 6 km Handicap-Rennen an gleicher Stelle. Die Tour de Ski 2010/11 beendete Babikov auf Rang 21 der Gesamtwertung. Am 12. März 2011 gelang ihm in Lahti als Achter wieder ein Top-10-Platz. Kurz zuvor startete Babikov bei der Nordischen Skiweltmeisterschaft 2011 in Oslo. Nach Rang 15 in der Verfolgung landete er über 15 km auf Rang 30.
Bei der Tour de Ski 2011/12 belegte Babikov nach schwachen Etappenergebnissen Rang 27 in der Gesamtwertung. Bei den Kanadischen Meisterschaften 2012 sicherte er sich den Titel über 10 km. Zudem gewann er Silber über 15 km und Bronze über 50 km.
Zu Beginn der Saison 2012/13 erreichte er beim Nordic Opening in Kuusamo Rang 25. Bei der Tour de Ski 2012/13 überzeugte er mit guten Etappenleistungen und beendete die Tournee auf Rang sieben. Bei den Nordischen Skiweltmeisterschaften 2013 im Val di Fiemme verpasste er über 15 km als Vierter nur knapp eine Medaille.
Babikov konnte in der Folge keine konstanten Leistungen im Weltcup zeigen. Obwohl er ohne größere Erfolge blieb, gehörte er bei den Olympischen Winterspielen 2014 in Sotschi mit mittlerweile 33 Jahren noch einmal zum Kader. Dabei blieb er jedoch in den Einzeldisziplinen und auch mit der Staffel ohne einen Top-10-Platz. Beste Einzelplatzierung war Rang 20 über 50 km. In der Saison 2014/15 errang er den 28. Platz bei der Nordic Opening in Lillehammer und den 30. Platz bei der Tour de Ski 2015. Bei den Nordischen Skiweltmeisterschaften 2015 in Falun kam er auf den 23. Platz im Skiathlon, auf den 20. Rang über 15 km Freistil und auf den zehnten Platz mit der Staffel. Im März 2015 wurde er kanadischer Meister über 15 km. Nach Platz 50 bei der Nordic Opening in Ruka zu Beginn der Saison 2015/16, belegte er den 29. Platz bei der Tour de Ski 2016 und den 14. Rang bei der Ski Tour Canada.
Babikov lebt mit Frau und Sohn in Canmore.

## Siege bei Weltcuprennen

### Etappensiege bei Weltcuprennen
| Nr. | Datum          | Ort           | Disziplin                       | Rennen              |
| --- | -------------- | ------------- | ------------------------------- | ------------------- |
| 1.  | 4. Januar 2009 | Val di Fiemme | 10 km Bergverfolgung Freistil 1 | Tour de Ski 2008/09 |

### Weltcupsiege im Team
| Nr. | Datum           | Ort   | Disziplin           |
| --- | --------------- | ----- | ------------------- |
| 1.  | 4. Februar 2007 | Davos | 4 × 10 km Staffel 2 |

## Platzierungen im Weltcup

### Weltcup-Statistik
Die Tabelle zeigt die erreichten Platzierungen im Einzelnen.
- 1.–3. Platz: Anzahl der Podiumsplatzierungen
- Top 10: Anzahl der Platzierungen unter den ersten zehn
- Punkteränge: Anzahl der Platzierungen innerhalb der Punkteränge
- Starts: Anzahl gelaufener Rennen in der jeweiligen Disziplin
- Hinweis: Bei den Distanzrennen erfolgt die Einordnung gemäß FIS.

| Platzierung         | Distanzrennen a | Distanzrennen a | Distanzrennen a | Distanzrennen a | Distanzrennen a | Skiathlon Verfolgung | Sprint | Etappen- rennen b | Gesamt | Team c | Team c  |
| Platzierung         | ≤ 5 km          | ≤ 10 km         | ≤ 15 km         | ≤ 30 km         | > 30 km         | Skiathlon Verfolgung | Sprint | Etappen- rennen b | Gesamt | Sprint | Staffel |
| ------------------- | --------------- | --------------- | --------------- | --------------- | --------------- | -------------------- | ------ | ----------------- | ------ | ------ | ------- |
| 1. Platz            |                 |                 |                 |                 |                 | 1                    |        |                   | 1      |        |         |
| 2. Platz            |                 |                 |                 |                 |                 |                      |        |                   |        |        |         |
| 3. Platz            |                 |                 |                 |                 |                 | 1                    |        |                   | 1      |        |         |
| Top 10              |                 |                 | 5               | 2               |                 | 10                   |        | 2                 | 19     |        | 3       |
| Punkteränge         | 1               | 5               | 23              | 6               | 2               | 37                   |        | 13                | 87     | 1      | 6       |
| Starts              | 13              | 10              | 44              | 9               | 5               | 52                   | 31     | 20                | 184    | 1      | 6       |
| Stand: Karriereende |                 |                 |                 |                 |                 |                      |        |                   |        |        |         |

### Weltcup-Gesamtplatzierungen
| Saison  | Gesamt | Gesamt | Distanz | Distanz |
| Saison  | Punkte | Platz  | Punkte  | Platz   |
| ------- | ------ | ------ | ------- | ------- |
| 2005/06 | 118    | 45.    | 118     | 29.     |
| 2006/07 | 11     | 136.   | 11      | 83.     |
| 2007/08 | 42     | 84.    | 42      | 53.     |
| 2008/09 | 167    | 46.    | 167     | 25.     |
| 2009/10 | 295    | 23.    | 151     | 27.     |
| 2010/11 | 179    | 42.    | 109     | 33.     |
| 2011/12 | 162    | 52.    | 146     | 34.     |
| 2012/13 | 354    | 20.    | 198     | 20.     |
| 2013/14 | 202    | 40.    | 122     | 30.     |
| 2014/15 | 89     | 67.    | 79      | 43.     |
| 2015/16 | 186    | 38.    | 106     | 32.     |